# Vålådalens naturreservat
Vålådalens naturreservat er et naturreservat i den vestlige del af Åre kommun i Jämtlands län i det nordvestlige Sverige. Naturreservatet er 1.175 kvadratkilometer stort og etableredes 1988. Naturreservatet består af urskov samt høje fjeldtoppe som Bunnerfjällen, Härjångsfjällen og Anarisfjällen.
I Gröndalen findes tydelige spor fra den seneste istid, hvor smeltevandet har dannet to store pyramider og dødishuller.

## Friluftsliv
Naturreservatet har et antal sommer- og vinterstier og fem af Svenska turistföreningens fjeldhytter findes i naturreservatet.